# Thesium micropogon
Thesium micropogon är en sandelträdsväxtart som beskrevs av A. Dc.. Thesium micropogon ingår i släktet spindelörter, och familjen sandelträdsväxter. Inga underarter finns listade i Catalogue of Life.